# Liste der spanischen Kolonialminister

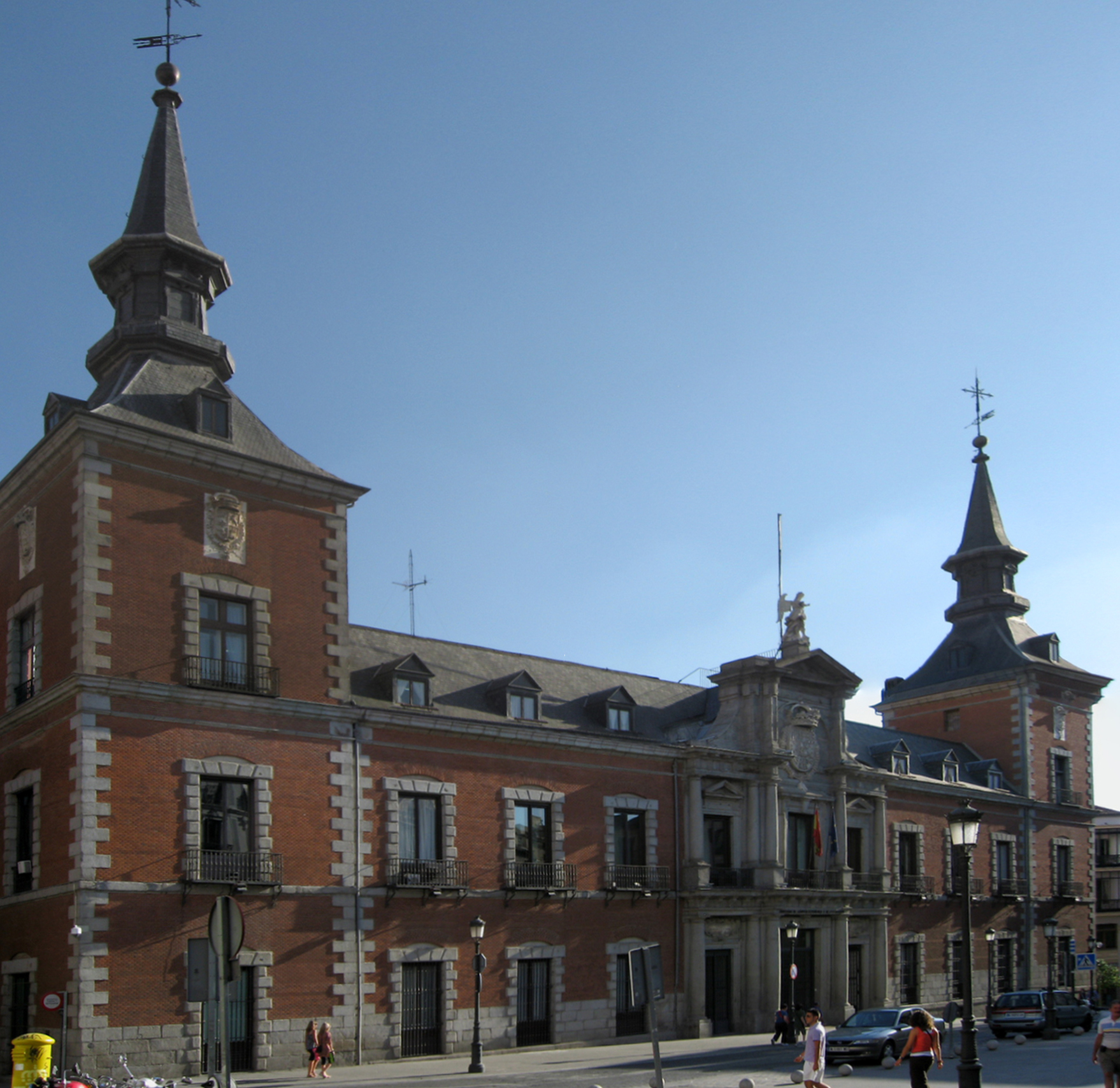
Palacio de Santa Cruz in Madrid, ehemals Sitz des Kolonialministeriums

Diese Liste zeigt in chronologischer Abfolge die Kolonialminister des Spanischen Kolonialreiches (Ministro de Ultramar).
Unter dem Blickwinkel der spanischen Krone handelte es sich beim Begriff Ultramar um die kolonialen Besitzungen des spanischen Reiches in Amerika, den Philippinen, Guam und anderen pazifischen Inseln. Um die Verwaltung dieser Kolonien besser zu organisieren, wurde das Kolonialministerium erschaffen.
Seinen Sitz hatte das Ministerium im Palacio de Santa Cruz in Madrid.
Durch die Niederlage im Spanisch-Amerikanischen Krieg verlor Spanien im Vertrag von Paris (1898) seine überseeischen Kolonien. Damit entfiel auch die Arbeitsgrundlage des Ultramar-Ministeriums.
| Amtsantritt        | Name                         | Bemerkung         | Politisches Umfeld (Staatsoberhaupt) |
| ------------------ | ---------------------------- | ----------------- | ------------------------------------ |
| 2. März 1863       | Manuel Pando                 |                   | Königin Isabella II.                 |
| 23. Juni 1863      | José Gutiérrez de la Concha  | interim           | Königin Isabella II.                 |
| 6. August 1863     | Francisco Permanyer          |                   | Königin Isabella II.                 |
| 29. November 1863  | José Gutiérrez de la Concha  |                   | Königin Isabella II.                 |
| 1. März 1864       | Diego López Ballesteros      |                   | Königin Isabella II.                 |
| 16. September 1864 | Manuel de Seijas Lozano      |                   | Königin Isabella II.                 |
| 21. Juni 1865      | Antonio Cánovas del Castillo |                   | Königin Isabella II.                 |
| 10. Juli 1866      | Alejandro de Castro          |                   | Königin Isabella II.                 |
| 23. April 1868     | Carlos Marfori               |                   | Königin Isabella II.                 |
| 15. Juni 1868      | Tomás Rodríguez Rubí         |                   | Königin Isabella II.                 |
| 8. Oktober 1868    | Adelardo López de Ayala      |                   | Königin Isabella II.                 |
| 18. Mai 1869       | Juan Bautista Topete         | interim           | Königin Isabella II.                 |
| 21. Mai 1869       | Juan Bautista Topete         | interim           | Francisco Serrano Domínguez          |
| 9. Januar 1870     | Manuel Becerra               |                   | Francisco Serrano Domínguez          |
| 31. März 1870      | Segismundo Moret             |                   | Francisco Serrano Domínguez          |
| 27. Dezember 1870  | Adelardo López de Ayala      |                   | Francisco Serrano Domínguez          |
| 4. Januar 1871     | Adelardo López de Ayala      |                   | König Amadeus von Savoyen            |
| 24. Juli 1871      | Tomás María Mosquera         |                   | König Amadeus von Savoyen            |
| 5. Oktober 1871    | Víctor Balaguer              |                   | König Amadeus von Savoyen            |
| 21. Dezember 1871  | Juan Bautista Topete         |                   | König Amadeus von Savoyen            |
| 20. Februar 1872   | Cristóbal Martín de Herrera  |                   | König Amadeus von Savoyen            |
| 26. Mai 1872       | Adelardo López de Ayala      |                   | König Amadeus von Savoyen            |
| 13. Juni 1872      | Eduardo Gasset               |                   | König Amadeus von Savoyen            |
| 19. Dezember 1872  | Tomás María Mosquera         |                   | König Amadeus von Savoyen            |
| 11. Februar 1873   | Francisco Salmerón           |                   | König Amadeus von Savoyen            |
| 24. Februar 1873   | Francisco Salmerón           |                   | Estanislao Figueras Moragas          |
| 24. Februar 1873   | Cristóbal Sorní              |                   | Estanislao Figueras Moragas          |
| 11. Juni 1873      | Cristóbal Sorní              |                   | Francisco Pi i Margall               |
| 28. Juni 1873      | Francisco Suñer              |                   | Francisco Pi i Margall               |
| 19. Juli 1873      | Eduardo Palanca              |                   | Nicolás Salmerón Alonso              |
| 8. September 1873  | Santiago Soler y Plá         |                   | Emilio Castelar Ripoll               |
| 29. Oktober 1873   | Joaquin Gil Bergés           |                   | Emilio Castelar Ripoll               |
| 3. Januar 1874     | Víctor Balaguer              |                   | Francisco Serrano Domínguez          |
| 13. Mai 1874       | Antonio Romero Ortiz         |                   | Francisco Serrano Domínguez          |
| 13. September 1874 | Antonio Romero Ortiz         |                   |                                      |
| 31. Dezember 1874  | Adelardo López de Ayala      |                   | König Alfons XII.                    |
| 12. September 1875 | Adelardo López de Ayala      |                   | König Alfons XII.                    |
| 2. Dezember 1875   | Adelardo López de Ayala      |                   | König Alfons XII.                    |
| 14. Januar 1877    | Cristóbal Martín de Herrera  | interim           | König Alfons XII.                    |
| 10. Januar 1878    | Antonio Cánovas del Castillo | interim           | König Alfons XII.                    |
| 12. Februar 1878   | José Elduayen                |                   | König Alfons XII.                    |
| 15. März 1879      | Salvador Albacete            |                   | König Alfons XII.                    |
| 9. Dezember 1879   | José Elduayen                |                   | König Alfons XII.                    |
| 19. März 1880      | Cayetano Sánchez             |                   | König Alfons XII.                    |
| 8. Februar 1881    | Fernando Léon y Castillo     |                   | König Alfons XII.                    |
| 9. Januar 1883     | Gaspar Núñez de Arce         |                   | König Alfons XII.                    |
| 13. Oktober 1883   | Estanislao Suárez Inclán     |                   | König Alfons XII.                    |
| 18. Januar 1884    | Manuel Aguirre               |                   | König Alfons XII.                    |
| 27. November 1885  | Germán Gamazo                |                   | König Alfons XII.                    |
| 10. Oktober 1886   | Víctor Balaguer              |                   | König Alfons XII.                    |
| 14. Juni 1888      | Trinitario Ruiz Capdepón     |                   | König Alfons XII.                    |
| 11. Dezember 1888  | Manuel Becerra               |                   | König Alfons XII.                    |
| 21. Januar 1890    | Manuel Becerra               |                   | König Alfons XII.                    |
| 5. Juli 1890       | Antonio María Fabié          |                   | König Alfons XII.                    |
| 23. November 1891  | Francisco Romero Robledo     |                   | König Alfons XII.                    |
| 11. Dezember 1892  | Antonio Maura                |                   | König Alfons XII.                    |
| 12. März 1894      | Manuel Becerra               |                   | König Alfons XII.                    |
| 4. November 1894   | Buenaventura Abarzuza        |                   | König Alfons XII.                    |
| 23. März 1895      | Tomás Castellanos            |                   | König Alfons XII.                    |
| 4. Oktober 1897    | Segismundo Moret             |                   | König Alfons XII.                    |
| 10. Dezember 1898  |                              | Vertrag von Paris | König Alfons XII.                    |